# Линия 9 (Сеул)
Линия 9 Сеульского метрополитена (кор. 서울지하철 9호선 Соуль чихачхоль кухосон) — линия метрополитена Столичного региона, соединяющая аэропорт Кимпхо на западе города с престижным райном Каннам на юго-востоке. Линия полностью пролегает южнее реки Ханган и проходит через остров Йоыйдо в центре города, где располагаются бизнес-центр и южнокорейский парламент. На всех всех станциях линии установлены платформенные раздвижные двери.
Станции преимущественно мелкого заложения. Имеется небольшой открытый участок на перегоне «Аэропорт Кимпхо» — «Кэхва». Линия сооружена как стандартная двухпутная, однако на некоторых станциях имеются четыре пути, для осуществления движения экспресс-поездов. Экспресс-поезда ходят в каждом направлении по пять раз в час. Такие поезда пропускают по 2-4 станции и останавливаются, в основном, на крупных пересадочных узлах. Все станции, за исключением Кэхва, оборудованы лифтами, эскалаторами и стационарными дверьми.
Линия имеет длину 27 километров и 25 станций. В стадии строительства находятся ещё 12 станций.
Линия 9 — первая в Корее частная линия метрополитена. Оператором линии является совместное предприятие южнокорейской компании Hyundai Rotem и французской компании Veolia Transport.

## История
Сооружение первого участка линии от станции «Кэхва» до станции «Синнонхён» началось в апреле 2002 и было завершено в конце июля 2009 года. На данном участке функционируют 5 крупных пересадочных узлов: «Тансан», «Йоыйдо», «Норянджин», «Тонджак» и «Автовокзал». С окончанием сооружения второго участка линия будет продлена от «Синнонхёна» до станции «Спортивный комплекс». Строительство третьего участка линии предусматривает продление на восток города до станции «Олимпийский парк». Сдача этих участков в эксплуатацию ожидается в 2015, и в 2016 годах, соответственно.
В то время как, выполнение работ по строительству второго участка никогда не ставилось под сомнение, некоторое время на сайте Правительства Сеула имелась информация о том, что строительство третьего участка было приостановлено в связи с финансовым положением и транспортной ситуацией. Тем не менее, в ноябре 2008 правительство города сообщило, что участок всё-таки будет сооружен в период между октябрем 2010 и декабрем 2015.
Изначально корейское правительство предложило прямую линию из международного аэропорта Инчхона в Каннам через международный аэропорт Кимпхо. При этом предполагалось, что поезда девятой линии и аэроэкспресса совместно будут использовать линию. На данный момент это проект остается нереализованным, и сейчас, чтобы добраться из Каннама в аэропорт Инчхона необходимо совершить пересадку на станции «Аэропорт Кимпхо».
При открытии движения на линии использовались 26 четырёхвагонных поездов. Экспресс-поезда ходили каждые 20 минут, а обычные поезда каждые 6 минут. В связи с тем, что пассажиропоток в день превышал 250 тысяч в день, были закуплены ещё 12 четырёхвагонных составов, которые были введены в эксплуатацию в октябре 2011. Благодаря этому экспресс-поезда теперь ходят каждые 10 минут, а обычные поезда каждые 5 минут.

## Стоимость строительства
Стоимость строительства первого участка составила 900 миллионов вон, из которых 480 миллионов были выделены 12 частными компаниями, а остальная сумма самим городом и правительством Южной Кореи. В настоящее время линия работает в убыток, 90 % которого покрывается городом. Накопившийся дефицит уже составил 180 миллионов вон.

## Стоимость проезда
Первоначальная цена проезда составляла 900 вон, что также являлось стандартной платой за проезд на других ветках сеульского метро в 2009 году. В феврале 2012 года цена поднялась до 1050 вон на всех линиях столичной подземки, включая девятую. Спустя два месяца оператор линии 9 огласил свои намерения повысить цену на проезд на данной ветке ещё на 500 вон, начиная с июня 2012, при сохранение имевшихся цен на остальных линиях. Правительство города не согласилось с позицией компании-оператора и пригрозило взыскивать с неё по 10 миллионов вон в день, в случае если она повысит стоимость проезда. В начале мая того же года оператор отказался от своих планов и принёс извинения. В настоящее время при переходах с девятой линии на другие ветки сеульского метро нужно прислонять проездной, однако дополнительная плата за проезд уже не взимается.